# Auñamendi Eusko Entziklopedia
Auñamendi Eusko Entziklopedia (ESA), é uma enciclopédia numérica com o objectivo de ser uma ponte entre a tradição, presente e futuro do País Basco. Também é conhecida pelo nome de Enciclopedia Auñamendi-Fundo Bernardo Estornés Lasa. A enciclopédia tem como objetivo actualizar, traduzir para o basco os artigos e complementar os conteúdos da Enciclopedia Auñamendi de Bernardo Estornés Lasa.

## Apresentação
A enciclopedia inclui mais de 150.000 artigos sobre cultura basca e uma colecção de 350.000 documentos da Sociedade da Basco Estudos (Eusko Ikaskuntza).
A Sociedade de Estudos Bascos pôs na internet no 2001 a Enciclopedia Auñamendi, e no 2007 começou a trabalhar na Auñamendi Eusko Entziklopedia. Desde o 10 de março de 2010, pode-se aceder a enciclopedia de balde através da internet, graças à fundação Euskomedia. O projecto tem o seu ponto de partida em a Enciclopedia Geral Ilustrada do País Basco, fundada pelos irmãos Mariano e Bernardo Estornés Lasa.
Desde 2017, os usuários podem atualizar conteúdos com edições, que serão analisadas e modificadas pelos especialistas da Sociedade de Estudos Bascos antes das suas publicações.
Tem perto de 300 empregados, sócios ou colaboradores, renovando e completando o conteúdo. Auñamendi Eusko Entziklopedia é uma iniciativa financiada pelo Bilbao Bizkaia Kutxa, Kutxa, Caja Vital e o Governo basco.